# Adelieae
Adelieae es una tribu de la subfamilia Acalyphoideae, perteneciente a la familia Euphorbiaceae. Comprende 5 géneros.

## Géneros
- Adelia
- Crotonogynopsis
- Enriquebeltrania
- Lasiocroton
- Leucocroton